# Селеномочевина
Селеномочевина — химическое соединение,
диамид селеноугольной кислоты, селенокарбамид,
с формулой SeC(NH2)2,
серо-розовые кристаллы,
растворяется в воде.

## Получение
- Реакция цианамида и селеноводорода [1]:

{\displaystyle {\mathsf {H_{2}NCN+H_{2}Se\ {\xrightarrow {}}\ SeC(NH_{2})_{2}}}}

## Физические свойства
Селеномочевина образует серо-розовые кристаллы.
Растворяется в воде, этаноле, диэтиловом эфире.

## Химические свойства
- При хранении медленно разлагается с выделением селена.

## Применение
- Реагент для фотометрического определения висмута, осмия, плутония.